# Брекенриџ (Мисури)
Брекенриџ (енгл. Breckenridge) град је у америчкој савезној држави Мисури.

## Демографија
По попису из 2010. године број становника је 383, што је 71 (-15,6%) становника мање него 2000. године.
| Група             | 2000.       | 2010.       |
| Белци             | 438 (96,5%) | 353 (92,2%) |
| Афроамериканци    | 0 (0,0%)    | 2 (0,5%)    |
| Азијати           | 1 (0,2%)    | 0 (0,0%)    |
| Хиспаноамериканци | 2 (0,4%)    | 3 (0,8%)    |
| Укупно            | 454         | 383         |